# James Barton
James Edward Barton (Gloucester City, 1 de novembro de 1890 — Mineola, 19 de fevereiro de 1962) foi um vaudevillian e ator norte-americano.

## Carreira

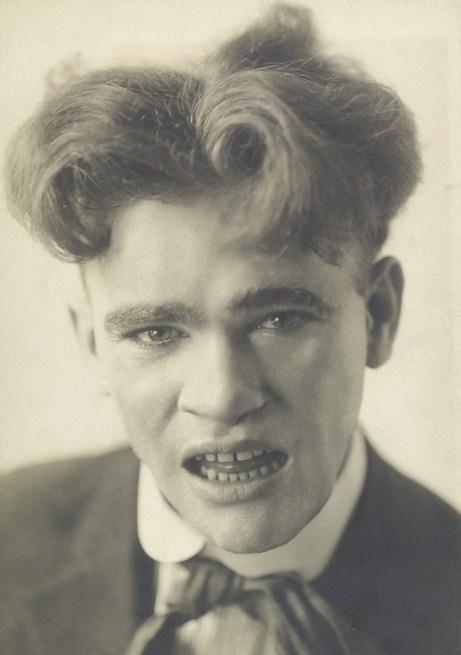
James Barton em 1920

Nascido em uma família do teatro, começou a trabalhar com oito anos de idade em espetáculos de menestréis e burlescos. Aprendeu a dançar com sua mãe, que era bailarina, e o tio, dançarino. O convívio com colegas artistas afro-americanos, onde aprendeu o swing de raiz, lhe renderam uma condição pioneira para a época, pois é considerado um dos primeiros dançarinos de jazz norte-americano.
Na década de 1910, começou a atuar em pequenos papeis ou fazendo figuração na Broadway e em 1919, conseguiu o papel principal no musical "The Passing Show of 1919", na condição de substituto de Ed Wynn. Este musical foi um divisor de água profissionalmente, pois agradou a crítica e o público, alçando sua carreira para um novo patamar. É também nesta década, suas primeiras aparições no cinema, em shows de variedades, gravados cinematograficamente e apresentados em salas de cinemas com o título: "Twentieth Century Maid".
No cinema, fez inúmeras participações em curtas da Paramount Pictures entre 1923 e 1929. Seu primeiro papel de destaque foi no filme "Captain Hurricane", de 1935, onde fez o protagonista, o capitão Zenas Henry Brewster. Entre as várias produções cinematográficas que trabalhou, estão: The Shepherd of the Hills (1941, ao lado de John Wayne), Yellow Sky (1948, ao lado de Gregory Peck), The Daughter of Rosie O'Grady (1950, ao lado de Debbie Reynolds), Wabash Avenue (1950, ao lado de Betty Grable e Victor Mature), Here Comes the Groom (1951, ao lado de Bing Crosby) ou The Misfits (1961, ao lado de Clark Gable, Marilyn Monroe e Montgomery Clift).
Também fez várias aparições na televisão, desde programas de auditório e principalmente em seriados, como: The Rifleman, Naked City ou Frontier Circus (num episódio de 1962, seu último trabalho).

## Morte
James Barton faleceu de infarto fulminante, em 19 de fevereiro de 1962, aos 71 anos.

## ligações externas
- James Barton. no IMDb.